# Vražda Ľudmily Cervanové
Vražda Ľudmily Cervanové či Kauza Cervanová je označení pro vraždu slovenské studentky medicíny, která se stala v noci z 9. na 10. července 1976. Za tuto vraždu bylo odsouzeno 7 mladých mužů z Nitry. Jde o jednu z nejdelších a nejrozporuplnějších kauz ve slovenské justici, která názorově polarizovala celou společnost.

## Základní informace
Dne 9. července 1976 se v Bratislavské části Mlynská dolina konala taneční zábava pro studenty vysokých škol, kteří se zúčastnili letní brigády na stavbě nových budov místních studentských kolejí. Akce se konala ve studentském klubu UNIC a její součástí bylo i vystoupení skupiny Elán. Zábavy se zúčastnila studentka 2. ročníku medicíny Ľudmila Cervanová (20 let). Po 22:00 koleje opustila a vydala se na autobusovou zastávku. Domluvila se se svým snoubencem, že za ním dorazí nočním vlakem do Košic. Mlynskou dolinu chtěla opustit autobusem číslo 39, který mířil na hlavní vlakové nádraží, odkud ve 22:48 odjížděl vlak do Košic. Tam však ráno nedorazila a její snoubenec tak kontaktoval její rodinu, která ten samý den ohlásila Ľudmilino zmizení na policii. K vyhlášení pátrání došlo až 12. července. Dne 14. července 1976 objevil náhodný svědek pod mostem v říčce Čierna voda u obce Kráľová pri Senci mrtvé tělo ženy. Na druhý den tuto ženu identifikoval podplukovník letectva Ľudovít Cervan podle jejích osobních předmětů (dvou prstenů a řetízku ze žlutého kovu) jako svou nezvěstnou dceru Ľudmilu Cervanovou (* 1956). Dne 16. července byla provedena soudní pitva, 22. července bylo její tělo zpopelněno.

### První pátrání
Od 15. července do 28. září 1976 bylo vyslechnuto 315 účastníků letní brigády, 229 zaměstnanců kolejí L. Štúra a klubu Unic, členové skupiny Elán, 402 současných a 72 bývalých studentů lékařské fakulty a osoby bydlící v okolí kolejí. 11 lidí podrobně popsalo odchod Cervanové z bratislavského Studentského domova Ľudovíta Štúra (Koleje Mlynská dolina) na zastávku MHD. Několik svědků dále popsalo zatažení Cervanové neznámými mladíky do světlého automobilu zahraniční výroby. Na základě výpovědí některých svědků se objevily dva základní směry vyšetřování – tzv. arabská stopa a osoba studenta Jána Hrma.

#### Arabská stopa
Arabská stopa je označení pro podezření občanů arabských států z této vraždy, přičemž zahrnuty jsou Libye, Sýrie, Irák i Írán, který není arabskou zemí. Prověřováni byli jak studenti arabského původu, tak žadatelé o azyl.
Podle jedné verze v minulosti působil Ľudovít Cervan jako vojenský atašé, přičemž si v některé z těchto zemí udělal nepřátele a vražda jeho dcery měla být pomstou. Manželé Bačovi 23. srpna 1976 vypověděli, že 9. července večer viděli v blízkosti autobusové zastávky automobil Volkswagen Brouk, jehož posádka měla tmavou pokožku. Do tohoto auta podle jejich slov nastoupila mladá dívka s cestovní taškou, jejíž popis se shodoval s Cervanovou. Neseděla časová stopa, jelikož Bačovi měli toto dění pozorovat při vycházení ze hřbitova Slávičie údolie, který zavíral ve 20:00, Cervanová však byla unesena až ve 22:30. Podle Bačových dívka navíc do tohoto automobilu „s černochy“ nastoupila dobrovolně, což je v rozporu s dalšími svědky. Jednalo se tak zřejmě o někoho jiného.

#### Ján Hrmo
Na základě výpovědi svědků Ladislava Karabinoše a Awni Hassana Husseina byl 21. září 1976 zadržen student Fakulty tělesné výchovy a sportu Ján Hrmo. Karabinoš se podle své výpovědi v inkriminovaném čase v Mlynské dolině připletl do cesty Hrmovu vozu světlé barvy, ten vystoupil a chtěl mu nafackovat. Hrma měl znát ze stavby atriových budov, na které se měli chodit studenti opalovat a kde Karabinoš jako dělník pracoval. Hussein, student původem z Iráku a spolupracovník státní bezpečnosti, měl zase vidět Hrmu, jak nastupuje před kolejemi do světlého auta a přitom mu někdo říkal, ať „bere tu kurvičku, protože se s ní zná“. Kromě Hrma byli zatčeni jeho přátelé Viliam Cintula a Peter Kovačič. Hrmo při výslechu nedokázal vysvětlit, kde 9. července byl, přestože měl ten den narozeniny. Lhal, že se s Cervanovou neznal, ačkoliv byly na jeho oblečení nalezeny její pachové stopy a neuspěl ani na detektoru lži. Později se přiznal, že mluvil s Cervanovou a její spolubydlící u nich na pokoji ohledně nelegálního nákupu zboží z Maďarska, o které studentky projevily zájem. Několik měsíců po zadržení se také prokázalo jeho alibi, když se ozvaly ženy z Piešťan, se kterými trávil 9. červenec v jednom místním podniku. To dosvědčila i obsluha, která si pamatovala Hrmovo oblečení polité od vína. Karabinoš přiznal, že byl osudné noci velmi opilý a Hrma ze stavby znát nemohl, jelikož se tam opalovat nechodil. Také Hussein připustil, že si Hrma spletl s někým jemu podobným, protože ho blíže neznal. Hrmo, Cintula a Kovačič byli koncem března 1977 propuštěni. Hrmovi byl s ohledem na dobu strávenou ve vazbě prominut trest za jeho nelegální obchody. Poté, co selhalo prověřování Arabů i Hrma, byl případ bez výsledku odložen.

### Druhé kolo vyšetřování a nitranská stopa
Po dopise Ľudmiliny matky Margaréty Cervanové prezidentu Gustávu Husákovi byl v roce 1977 vedením vyšetřování pověřen zástupce Kriminalistického ústavu VB v Praze plukovník Eduard Pálka. V letech 1977–78 se Pálkův tým operativců zaměřil nejen na účastníky zábavy v klubu UNIC, ale na další zájmové skupiny které zahrnovaly:
- Bratislavské studenty navštěvující Mlynskou dolinu, ale ubytované mimo ni (zvlášť v městské části Trnávka).
- Skupiny mladíků pravidelně dojíždějící z okolních okresů do Mlynské doliny za zábavou.
- Majitele automobilů, kteří se po Mlynské dolině pohybovali v čase mezi 22:20 a 23:15.
- Pravidelné návštěvníky klubu UNIC, u nichž nebyla účast 9. 7. původně zaznamenána (např. kvůli nedostupnosti vstupenek).
- Organizátory zábavy, kteří 9. 7. vpouštěli do klubu návštěvníky bez platných vstupenek.
- Zaměstnance internátů znající poměry v Mlynské dolině (uklízečky, údržbáři, zaměstnanci stavby atriových budov, atd.)
- Zaměstnance podniků z okolí Kráľové pri Senci vlastnící automobil.
- Skupiny mladíků podezíraných z organizování únosů studentek za účelem sexuálního styku (především známá skupina z městské části Podunajské Biskupice či další skupina z Nitry).
- Organizátory soukromých sexuálních večírků v Bratislavě.
- Jednotlivce, kteří se v minulosti dopustili sexuálních deliktů a omezování osobní svobody na mladých ženách, atd.

Prověřovány byly také konkrétní poznatky, které se v souvislosti s případem objevily. Jednalo se například o vyjádření studentky Šťastné, podle které mělo několik dalších studentek znát jméno vraha Cervanové, výpověď dvojice svědků, kteří viděli Cervanovou odcházet zadem přes atriové budovy a ne hlavním vchodem směrem k zastávce autobusu, či zjištění původu cisternového vozu, který byl spatřen v blízkosti místa nálezu těla v potoce Čierna voda.
Organizátor Juraj Tokár, předseda Socialistického svazu mládeže, během vytěžení uvedl, že ho jeho přítelkyně Naděžda Beňová požádala o vpuštění dvou přátel z Nitry, které doprovázela dvojice Francouzek. Do sálu se však dostali i bez jeho pomoci. Beňová upřesnila, že se jednalo o Milana Andrášika a Františka Čermana. Při druhém vytěžení uvedla také studenta filmové akademie Romana Brázdu a vysokou blonďatou doktorku, která ho chvíli doprovázela a kterou Beňová neznala jménem. V této ženě byla ztotožněna MUDr. Viera Zimáková (později Vozárová, Barcíková). Andrášik, Čerman a Brázda popřeli, že by s vraždou Cervanové měli cokoliv společného. Zimáková při výslechu 22. 2. 1980 poprvé přiznala, že byla přítomna únosu, a kromě této trojice označila za jednoho z pachatelů také Miloše Kocúra. Uvedla, že motivem mělo být hromadné znásilnění, ke kterému došlo v nějakém rodinném domě, který kvůli neznalosti Bratislavy nedokázala blíže určit. Svou výpověď později označila za vymyšlenou. Na základě výpovědí Beňové a Zimákové byla na podezřelé nasazena vyšetřovací skupina. Akce dostala podle Brázdova studijního oboru název Kamera. Vyšetřovatel Pálka nakonec z případu kvůli průtahům odstoupil a vyzval k urychlenému vznesení obvinění.

### Sledování a první proces
V následujících letech byli vytipovaní jedinci sledováni tajnou policií, byly monitorovány jejich styky a v roce 1981 bylo konečně vypracováno obvinění proti třem z nich – zadrženi byli Kocúr, Brázda a Čerman. Andrášik byl předveden k výslechu pouze jako svědek, později byl však překvalifikován na spolupachatele. Na základě jejich výpovědí k obviněným přibyli Juraj Lachman, Pavol Beďač a Stanislav Dúbravický. Během vazby jim byli do cel nasazeni konfidenti, kteří podávali vyšetřovatelům informace o jejich vyjadřování se o případu, ale i obecně o jejich chování a názorech.
V průběhu vyšetřování přiznali vinu Kocúr, Andrášik, Brázda a Lachman. První dva toto přiznání později odvolali jako vynucené a i při hlavním líčení trvali na své nevině.
V roce 1982 je Krajský soud v Bratislavě odsoudil, přičemž dostali tresty od 4 do 24 let. Rozsudek v roce 1983 potvrdil Nejvyšší soud SSR.

#### Tresty
- Miloš Kocúr – 24 let
- Milan Andrášik – 22 let
- Roman Brázda – 20 let
- Stanislav Dúbravický – 18 let
- František Čerman – 12 let
- Pavol Beďač – 8 let
- Juraj Lachman – 4 roky

## Průběh událostí podle původních výpovědí svědků a obžalovaných
Cervanová přišla do klubu UNIC v doprovodu kolegy z brigády Igora Blažka. Společně s dalšími studenty se usadili ke stolu. Akce se účastnili i korunní svědci Jozef Škrobánek a Igor Urbánek původem z Nitry. Škrobánek znal Cervanovou, jelikož byl také studentem medicíny (ovšem stomatologie). Urbánek se na Cervanovou Škrobánka vyptával a následně ji i oslovil. Cervanová ovšem Urbánka informovala o tom, že má snoubence a chystá se za ním odjet vlakem, takže o žádné sbližování nemá zájem. Urbánek, Škrobánek, Cervanová a její bývalý spolužák z košického gymnázia Pavel Komora se postavili k dřevěnému parapetu u vchodu do sálu. Cervanová opakovaně tančila jak s Urbánkem, tak s Komorou. Na akci dorazily také dvě skupiny studentů původem z Nitry. Pouze část z nich však studovala v Bratislavě a zúčastnila se letní brigády, takže někteří z nich sháněli vstupenky u známých z kolejí. Oslovili také Igora Urbánka, kterému se však nepodařilo lístky sehnat. Část Nitranů byla vpuštěna organizátory Petrem Hlavandou a Milanem Antošovským. Kromě nich byly vpuštěny i sestry Cohenovy z Francie, které byly na návštěvě u Čermana a Andrášika. Viera Zimáková se do sálu dostala přes ženské křídlo kolejí a připojila se k nim. Ačkoliv se jednalo o nealkoholickou zábavu, někomu ze skupiny se podařilo do sálu propašovat víno. Kocúr se opil a začal obtěžovat některé účastnice akce. K tanci vyzval i Cervanovou, která ho odmítla. Poté se ji snažil na parket dostat násilím, ale někdo z jeho společnosti ho od toho odradil a odvedl ho zpět na jeho místo. Kolem desáté hodiny se Cervanová rozhodla dojít si na pokoj pro tašku a vydat se na autobusovou zastávku.
Také Nitrané opustili klub UNIC a dále plánovali obstarat si nějaká děvčata, zakoupit alkohol a pokračovat v zábavě někde v soukromí. Do bytu k Čermanovi nemohli, jelikož se tam zrovna zdržovala jeho snoubenka Marcela Bónová. Lachmana a Dúbravického poslali, aby odvezli sestry Cohenovy Brázdovým autem k Bónové a poté se vrátili zpět na akci. Tady se skupina rozdělila. Lachman s Dúbravickým čekali na příjezd Beďače, zbytek se vydal na parkoviště. Obě skupiny se pak měly setkat v rodinném domě na Varínské ulici, kde Čerman s Andrášikem dříve bydleli a stále vlastnili kopii klíče. Do domu nejprve zatelefonovali, aby si ověřili, že tam není bytná ani nikdo z dalších nájemníků. Cervanová si mezitím vzala na pokoji cestovní tašku a v doprovodu studenta ze SSSR Alexandra Nikolaje Kozaka sešla do přízemí, kde opět potkala Urbánka, který jí nabídl doprovod na autobusovou zastávku. Když vešli do vestibulu, narazili zde na skupinu Nitranů. Opilý Kocúr se snažil opět Cervanovou přesvědčit, aby se s nimi jela bavit. Urbánek se Cervanové zastal. Kocúr mu dal facku, až Urbánek upustil tašku, ze které se vysypaly některé věci. Někdo z přítomných zvedl ze země průkaz, který slíbili vrátit, když s nimi Cervanová odejde. Ta to odmítla, posbírala si zbytek věcí a s Urbánkem vyrazili směrem k zastávce autobusu.
Kocúr, Andrášik, Čerman a Zimáková nastoupili do Brázdova vozidla Fiat 125p. Brázda s Andrášikem seděli vpředu. Se zhasnutými světly se jejich auto přiblížilo k Urbánkovi a Cervanové, kteří se nacházeli asi v polovině cesty na zastávku. Auto zastavilo vedle nich a Kocúr s Andrášikem vystoupili. Kocúr opět přemlouval Cervanovou, aby jela s nimi, ale ta odmítla. Andrášik pozval i Urbánka, který mu řekl, že se chce vrátit do klubu. Kocúr sebral Cervanové tašku a hodil ji na zadní sedadlo auta. Když se pro ní naklonila, natlačil ji dovnitř k Čermanovi a Zimákové. Podle Urbánka Cervanová nekřičela, ani se nijak nebránila, proto se o věc dál nezajímal. Poté Fiat rozsvítil světla a odjel směrem na Prievoz. Cestou se skupina zastavila v nočním podniku nakoupit vodku a víno. Celkem šlo o 5 lahví vína a 2 lahve vodky. Cervanová byla relativně klidná, celou cestu však opakovala, že musí na vlak. Po příjezdu na Varínskou ulici Čerman opět zkontroloval, že je dům prázdný. Cervanovou odvedli do obývacího pokoje, kde jí posadili na postel mezi Kocúra a Brázdu. Andrášik nalil každému sklenku vodky a pustil hudbu. Cervanová vodku odmítla a zopakovala, že musí odejít na vlak. Asi 10–15 minut po jejich příchodu na byt se k nim připojila i zbylá trojice. Cervanová tyto příchozí prosila o pomoc a vysvětlovala, že musí na vlak a ostatní ji nechtějí pustit. Beďač jí odvětil, že ji odvezou na ten další. Andrášik opět nalil vodku a vybídl i Cervanovou, aby se napila. Když odmítla, Dúbravický ji chytil a Kocúr do ní násilím nalil asi 4–5 sklenek. Poté Brázda vyzval Zimákovou, aby udělala striptýz. Ta nejdříve odmítala, ale nakonec se svlékla do spodních kalhotek a vyzvala Cervanovou, aby se připojila. Cervanová jí řekla, ať se svléká, když se jí chce, ale ona se k ní nepřidá. V tu chvíli někdo navrhl, aby ji svlékli proti její vůli. Všichni přítomní ji násilím svlékli do kalhotek.
Zimáková odešla do ložnice s Čermanem a vykonala s ním soulož. Ostatní v čele s iniciativními Kocúrem a Andrášikem Cervanovou osahávali. Poté se rozhodli, že ji znásilní, ale musí se zapojit všichni. Lachman přinesl z koupelny prádelní šňůru, kterou jí za zády svázali ruce. Poté ji postupně (s výjimkou Lachmana, který z opilosti usnul nebo spánek předstíral) znásilnili. Když skončili, odehrála se debata mezi Čermanem a Dúbravickým o to, kolik let mohou dostat za únos a znásilnění, jelikož jim Cervanová stále vyhrožovala, že vše ohlásí. Nakonec Dúbravický navrhl, aby ji zlikvidovali. O to, kdo ji zabije, se losovalo. Brázda a Beďač se jako řidiči losování účastnit nemuseli. Los padl na Kocúra a Andrášika. Cervanové natáhli rifle a ústa jí zavázali kapesníkem, aby na ulici nemohla křičet. Poté ji opět naložili do Brázdova automobilu a vyrazili směrem na Nitru. Beďač, Lachman a Dúbravický je následovali v druhém voze. Cestou Brázda odbočil u obce Kráľová pri Senci k termálnímu jezírku, které bylo populární rekreační oblastí. Zimáková se obávala, že by se mohlo stát něco i jí, a proto navrhla, že počká v autě. Skupina dovedla Cervanovou k jezírku, kde jí svlékli kalhoty a Kocúr ji opět znásilnil. Poté ji Kocúr s Andrášikem za pomoci Brázdy odvlekli do jezírka, kde jí přidrželi hlavu pod vodou. Tělo poté z vody vytáhli a odnesli k nedaleké říčce Čierna voda, do které ho vhodili. Zimákové řekli, že se Cervanová „zůstala koupat“ a navzájem se varovali, že kdo něco prozradí, vykoupe se taky. Cestovní tašky se zbavili na smetišti až druhý den.

## Další vývoj případu
V roce 1985 požádala matka Ľudmily Cervanové o navrácení osobních věcí, které byly zároveň důkazními předměty. V roce 1987 soud vyhověl matce a rozhodl o zničení šňůry na prádlo, na níž se nacházely biologické stopy (krev skupiny A, části pokožky, tuku, vlasů, svalových vláken). Toto rozhodnutí schválil tehdejší předseda Senátu Nejvyššího soudu SSR Milan Karabín.
Dne 23. března 1990 podal generální prokurátor ČSFR Tibor Böhm stížnost proti rozsudku, kterou Nejvyšší soud ČSFR 19. října 1990 akceptoval, Krajskému soudu SR vytkl 72 pochybení, která žádal prošetřit, a všechny obžalované propustil na svobodu.
V letech 1991–1995 Krajský soud v Bratislavě vytyčil sedm jednání, z nichž se konalo pět. Po reorganizaci územních celků byl senát JUDr. Vlčka rozpuštěn. V roce 2002 vzniklo nové jednání pod vedením JUDr. Smolové.
Obviněným přiznal v roce 2003 Ústavní soud odškodné za průtahy v řízení v celkové výši 2 300 000 korun, matce Ľudmily Margaretě Cervanové v roce 2006 odškodnění ve výši 650 000 Sk.
V roce 2004 byly objeveny ve Státním archivu v Levoči dosud utajované dokumenty z vyšetřování bezprostředně po vraždě Cervanové. Obvinění a jejich advokáti opakovaně žádali, aby byly tyto dokumenty prošetřeny, což soud odmítl.
V roce 2004 Krajský soud v Bratislavě rozhodl o vině. Případ Romana Brázdy byl pro jeho zdravotní problémy vyloučen k samostatnému řízení. Soud zohlednil průtahy v řízení, bezúhonnost obžalovaných po propuštění a udělil jim mírnější tresty. Po odvolání Nejvyšší soud Slovenské republiky 4. prosince 2006 potvrdil vinu odsouzených a třem z nich (Andrášikovi, Kocúrovi a Dúbravickému) dokonce zvýšil tresty.
Jako poslední byl propuštěn Milan Andrášik v roce 2009 (na podmínku).

## Pochybnosti o vině odsouzených
Případ vraždy Ľudmily Cervanové rozděluje společnost především kvůli mnoha pochybením a nesrovnalostem, které se během vyšetřování a soudních procesů objevily.

### Nátlak na svědky
Při hlavním líčení Zimáková tvrdila, že v den vraždy byla v Revištském Podzámčí (část Žarnovica – 150 km od Bratislavy) na vodáckém stanovém táboře s cílem splavení Hronu. Dne 23. února 1982 byla v souvislosti s případem obviněna z křivé výpovědi a odsouzena na dva a půl roku. Ve vazbě byla od 24. září do 6. dubna 1983. V roce 2002 u krajského soudu uvedla, že k výpovědím v neprospěch obžalovaných byla donucena pod silným psychickým nátlakem – vyšetřovatelé jí nedovolili kojit několikaměsíční dceru. Nátlak ze strany vyšetřovatelů potvrdilo více osob. Někteří z nich byli kvůli výslechu zadrženi na 48 hodin. Svědek Peter Okenka v roce 2003 uvedl, že byl vyslýchán, aniž mu bylo sděleno, v jaké věci vypovídá. Na dotaz vyšetřovatelů, zda byl někdy v Bratislavě na diskotéce, odpověděl, že jednou v létě s Romanem Brázdou, ale nedokázal určit konkrétní datum. Vyšetřovatelé ho měli nutit, aby potvrdil, že se jednalo o 9. července, a také mu nadiktovat jména dalších osob, které tam s nimi měly být. Jozef Škrobánek měl dostat od vyšetřovatele facku. Také mu byly podsouvány fotografie podezřelých, které neznal nebo neviděl, ale musel jejich přítomnost na diskotéce potvrdit. Urbánka vyšetřovatelé zadrželi na dovolené a k výslechu odvedli v poutech. Bylo mu sděleno, že pokud nebude spolupracovat, nemusel by dokončit školu. Vladimír Varga popsal, že mu v roce 1981 cestou k výslechu bylo sděleno, že pokud nebude spolupracovat, skončí mezi obviněnými, nebo ho vysadí v lese a zbijí ho. Ještě toho samého roku emigroval do Švýcarska, odkud napsal dvojici dopisů, ve kterých tyto skutečnosti zmínil. Jako důvod své emigrace uvedl, že se v případě předvolání k soudu obával obvinění z křivé výpovědi. Někteří autoři však jakýkoliv nátlak na svědky odmítají s odkazem na jimi podepsaná prohlášení, že výslechy probíhaly korektně. Také někteří obvinění (Lachman, Kocúr) měli vyšetřovatelům sami děkovat za jejich ukázkový přístup.

### Svědectví sester Cohenových
V roce 1982 vypovídaly sestry Sylvia a Lydia Cohenovy na velvyslanectví ve Francii ve prospěch Čermana a Andrášika. Podle zápisu v Lydiině deníku se měly v jejich společnosti zúčastnit taneční zábavy v UNIC klubu ve středu 7. července a 14. července, ne však v pátek 9. července, kdy k únosu a vraždě došlo. Dne 14. července se také pohybovali po Mlynské dolině světlým Fiatem, který však nepatřil Brázdovi, ale Peteru Horischovi, se kterým se náhodně setkali na výletě do Tater. Podle deníku byli 7. července na výletě v Praze. Po návratu se zúčastnili taneční akce v klubu UNIC. Čermanova snoubenka Marcela Bónová se k nim nepřipojila. Domů se vrátili všichni čtyři společně taxislužbou a dlouho do noci poslouchali magnetofon. 8. července byli Čerman s Andrášikem v zaměstnání. Sestry zjistily, že na akci zřejmě přišly o fotoaparát. Vydaly se ho hledat. Zbytek dne pak všichni, včetně Bónové, trávili doma, protože venku pršelo. 9. července pak z bytu odjeli s Andrášikovými rodiči na jejich chalupu. Navštívili také chalupu Čermanových. Večer byli sice tančit, jednalo se však o nějakou vesnickou svatbu a tančilo se na venkovní terase. Prověrkou údajů z deníku se však ukázalo, že k výletu do Prahy (a tedy i účasti na zábavě) došlo 8. července a datum v deníku je tedy nepravdivé. Potvrdil to zápis v návštěvní knize Židovského muzea. Lydia následně data třech dnů přepsala. Na klíčový den 9. července tedy nově spadalo hledání fotoaparátu, cesta na venkov se přesunula z 9. července na 10. července. Ačkoliv tato úprava nijak neovlivnila alibi pro Čermana a Andrášika, stala se zdrojem pochybností ohledně autenticity tohoto deníku.

### Role Urbánka a Škrobánka
Ačkoliv měli podle pozdějších vyšetřovacích verzí Igor Urbánek a Jozef Škrobánek trávit skoro celý večer ve společnosti Cervanové a Urbánek měl být dokonce přímým svědkem jejího únosu, podle prvotního vyšetřování v roce 1976 nehráli v případu nijak významnou roli. Škrobánek původně uvedl, že opravdu stál u parapetu nedaleko vchodu do sálu, Cervanová tam s ním však nebyla, jelikož jí vůbec neznal. Urbánek není v původním spisu zmiňován jménem. Několik svědků od stolu, kde Cervanová seděla, si pouze pamatovalo na světlovlasého mladíka, který se u nich na chvíli zastavil. Mohlo jít právě o něho. Konflikt mezi Urbánkem a nitranskou partou ve vstupní hale neviděl ani student Kozak ani vrátný, který sloužil celou noc. Cervanové měl nabídnout doprovod na zastávku podle vlastní výpovědi Pavel Komora, ale ona odmítla s tím, že její taška není těžká a pomoc nepotřebuje. Teprve při obnoveném vyšetřování v roce 1982 hráli Urbánek a Škrobánek roli klíčových svědků. Vypovídali o konfliktu na diskotéce, který se týkal Cervanové a do kterého se zapojili a Urbánek také zmínil potyčku ve vestibulu, doprovázení Cervanové na autobusovou zastávku a její zatažení do automobilu. V ohlášení zločinu mu údajně bránil strach z pomsty, jelikož také pocházel z Nitry a znal možnosti pachatelů a jejich rodin. Urbánek však zároveň tvrdil, že si vlastně vůbec nepamatoval, jestli na diskotéce byl a že se o vraždě Cervanové dozvěděl až rok po ní. Ve výpovědi z roku 1982 také tvrdil, že se Cervanová zatažení do automobilu nebránila, což je v konfliktu s jinými svědky, kteří slyšeli hlasitý křik.

### Rozpory ve výpovědích
Existují zásadní rozpory ve výpovědích obžalovaných a svědků. Miloš Kocúr vyšetřovatelům sdělil, že na akci dorazil z Nitry Brázdovým automobilem společně s Čermanem a Andrášikem. To však není možné, jelikož tito dva 9. července v Nitře nebyli. Jejich přítomnost byla zaznamenána na pracovišti v podniku Omnia v Bratislavě. Naděžda Beňová a Peter Okenka shodně tvrdili, že do Bratislavy přijeli spolu s Lachmanem a Kocúrem autobusem. Vyšetřovatelé oba přinutili upravit svou výpověď a uvést, že přijeli Brázdovým vozem. Zimáková při výslechu tvrdila, že jí po akci zavezli do jejího bydliště. To nedává smysl, jelikož se z Bratislavy neměla vracet domů, ale do Revištského Podzámčí na vodáckou akci. Nesrovnalosti se týkají i samotného průběhu akce v klubu UNIC. Zatímco ve spisu se píše o živém koncertu skupiny Elán, jinde se objevuje informace, že k tanci hrál DJ Vladimír Krajčovič reprodukovanou hudbu a členové skupiny Elán Jožo Ráž a Juraj Farkaš se přišli pouze bavit. Sestry Cohenovy zase zmiňují rockovou hudbu s filharmonickými prvky a houslemi. Tento popis více odpovídá skupině Jany Kociánové, která zde vystupovala 8. července. Pořadatel Juraj Tokár uvedl, že návštěvnost byla slabá. Peter Okenka a Peter Hlavanda naopak tvrdili, že bylo tak přeplněno, že se někteří lidé ani nedostali dovnitř. Vedoucí brigád Milan Lenárt vypověděl, že došlo u vstupu do sálu k sérii konfliktů, jelikož se dovnitř pokoušeli dostat také někteří zahraniční studenti a zaměstnanci okolních podniků. Musel jim proto vysvětlit, že akce je pouze pro brigádníky. Poté společně s kulturní referentkou Kubišovou zintenzivnili kontrolu vstupenek a brigádnických legitimací a žádné cizince dovnitř nevpustili. Svědek Rudolf Gallo naopak vypověděl, že byl překvapený velkým množstvím Arabů, které na akci zahlédl. Podobné rozpory vedly k pochybnostem, zda se některá svědectví o přítomnosti Nitranů v klubu UNIC nevztahují k jinému dnu, než kdy ke zločinu došlo.

### Výsledky pitvy
Jedním ze závěrů soudní pitvy bylo i vyloučení sexuálního násilí. Kromě jedné menší podlitiny na noze neměla Cervanová žádná další zranění a to ani v oblasti genitálií. Stopy po spermatu také nebyly objeveny. Zřejmě se jejich přítomnost ani nezjišťovala, protože tělo neneslo známky sexuálního útoku. V roce 1983 na dotaz soudce Vojtecha Mádera, jak je možné, že původní znalecký posudek vylučuje možnost znásilnění, ačkoliv ho policejní vyšetřování potvrdilo, odpověděli soudní znalci MUDr. Martin Kokles a MUDr. Vladimír Porubský, že jejich posudek vycházel z absence poranění genitálu, což ovšem nevylučuje možnost nedobrovolné soulože bez vzniku poranění.

### Identita mrtvé
V médiích se opakovaně objevil názor, že mrtvou dívkou nemusela být Ľudmila Cervanová. MUDr. Anna Kalašová, která jako první ohledala tělo na břehu potoka, uvedla, že se jedná o ženu ve věku asi 40 let. Svědci přítomni vyzvedání těla z potoka tvrdili, že bylo tělo ve velmi špatném stavu a vlasovitá část pokožky se dokonce úplně oddělila od lebky. Mělo jít tedy o tělo ženy, která zemřela dříve než 10. července. Podle odhadu MUDr. Kalašové mohla žena zemřít až o 5 dní dříve, než kdy se měla vražda Cervanové odehrát. Plukovník Cervan také neměl svou dceru identifikovat osobně, ale pouze na základě fotografie z doby před smrtí a šperků. Toto tvrzení bylo později vyvráceno. Od přímé identifikace byla odrazena matka zavražděné, otec se jí však zúčastnil. MUDr. Kalašová přiznala, že nepřesnosti způsobila její nezkušenost - jednalo se o vůbec první tělo, které takto ohledávala.

### Detektor lži
V roce 2006 se Dúbravický, Čerman, Beďač a Lachman podrobili testu na detektoru lži, podle kterého s případem neměli nic společného. 17. února 2011 absolvovali tento test i Andrášik a Kocúr, se stejným výsledkem.
Testem na detektoru lži se zabývá i Martin Mojžiš ve své knize Jeden výdych koňa. Připomíná, že detektory nejsou spolehlivé přístroje a akceptovaná úroveň mylných výsledků (člověk lže a detektor indikuje pravdu) se pohybuje na úrovni „několika procent“. Pro svůj argument však připouští až 20% omylnost metody. Nicméně pravděpodobnost, že by všichni čtyři testovaní odsouzení přístroj oklamali, je jen 1,5 ‰.

## Ohlasy
Moderátor Štefan Hríb pozval do své diskusní relace Pod lampou 23. června 2011 na Dvojce čtyři odsouzené Čermana, Beďače, Kocúra a Andrášika, obhájce prvních dvou z nich JUDr. Allana Böhma, a zastánce jejich neviny Františka Šebeje, Martina Mojžiše a Andreje Bána. Zástupci druhé strany pozvání odmítli. Rada pro vysílání a retransmisi následně rozhodla o pokutě 50 000 euro za to, že podle ní program zasáhl do lidské důstojnosti Ľudmily Cervanové, forenzního psychologa Gejzy Dobrotky a prokurátora Milana Valašíka.

### Knihy
- Stanislav Vácha se případem inspiroval ve svém detektivním románu z roku 1992 Ruleta smrti. Jména zúčastněných osob jsou v knize pozměněna.
- Novinářka a publicistka Ľuba Lesná napsala román Prípad medička, jehož příběh je inspirován případem, přičemž věří v nevinu odsouzených.[31]
- Matka Ľudmily Margaréta Cervanová napsala knihu Případ Ľudmily Cervanové, v níž jednoznačně považuje odsouzené za vrahy své dcery. Kniha vyšla v roce 2010 v českém vydavatelství Epocha.
- Martin Mojžiš ve své knize Jeden výdych koňa věnuje kauze sérii 5 článků.[32]
- Spisovatel Peter Tóth v roce 2015 publikoval knihu Kauza Cervanová I. O rok později vyšel druhý díl s názvem Kauza Cervanová II. V knihách vylučuje, že by vraždil někdo jiný než skupina z Nitry. Součástí knih jsou také DVD a CD s fotografickým materiálem, fotokopiemi vyšetřovacího spisu a záznamem z výslechu M. Kocúra.
- Novinář Martin Hanus patřil původně k zastáncům neviny odsouzených, po nastudování spisů a objevení nových důkazu v archivu státní bezpečnosti v Kanicích u Brna, napsal v roce 2018 knihu Hra sa skončila, kde se přiklání k vině odsouzených.
- Margaréta Cervanová publikovala v roce 2018 vzpomínkovou knihu Príbeh mojej Ľudmily, ve které popisuje osobnost a život své dcery.

### Filmy
- Česká scenáristka Markéta Zinnerová napsala podle tohoto případu scénář k filmu Bolero. Někteří z odsouzených ji žalovali za to, že je označila za vrahy. Jejich žaloby však byly zamítnuty.[33]
- Slovenský režisér Robert Kirchhoff natočil o kauze film Kauza Cervanová, podle kterého jde v tomto případě o selhání soudců, které nazval „justiční mafií“.[34] Film, který natáčel 8 let,[35] byl do kin uveden 16. května 2013.[36]